# پر یورگنسن
پر یورگنسن (انگلیسی: Per Jørgensen؛ زادهٔ ۹ سپتامبر ۱۹۵۲) موسیقی‌دان نوازنده ترومپت اهل نروژ است.